# Rancholabreaense
El Rancholabreaense de la edad de los mamíferos terrestres de América del Norte en la escala de tiempo geológico es la etapa de la fauna de América del Norte de acuerdo con la cronología de las edades de los mamíferos terrestres de América del Norte (NALMA), generalmente establecida entre menos de 240 000 años y 11 000 años AP, un período de 0,229 millones de años. El nombre del famoso sitio fósil de Rancho La Brea (más comúnmente conocido como los pozos de brea de La Brea) en Los Ángeles, California, el Rancholabrean se caracteriza por la presencia del género Bison en un contexto del Pleistoceno, a menudo en asociación con otras formas extintas del Pleistoceno como Mammuthus. Generalmente se considera que la edad se superpone a las épocas del Pleistoceno medio y del Pleistoceno tardío. El Rancholabreaense está precedido por la etapa Irvingtoniense NALMA.
El Rancholabreaense se puede dividir a su vez en las subetapas de:
- Sheridaniense: fuente del límite superior de la base del Holoceno (aproximada) y (?).

El Rancholabreaense comparte este período de tiempo con el Oldenburgiense de las edades europeas de los mamíferos terrestres .